# Templo de Júpiter Feretrio
El Templo de Júpiter Feretrio (en latín: Aedes Iuppiter Feretrius) fue el primer templo que se construyó en Roma (el segundo era etrusco y llegó a conocerse como templo de Júpiter Óptimo Máximo). Su localización es incierta pero se piensa que estuvo situado en la colina Capitolina.
Se decía que había sido dedicado al dios Júpiter por Rómulo después de vencer a Acrón, rey de los ceninenses, en 752-751 a. C. El origen del epíteto Feretrio es confuso y podría guardar relación con uno de dos verbos latinos: ferire (pudiendo significar «el que golpea», dado que los spolia opima se ofrecía allí); o ferre (tomando el significado de «aquel ante quien se lleva [los spolia opima]»).

## Galería

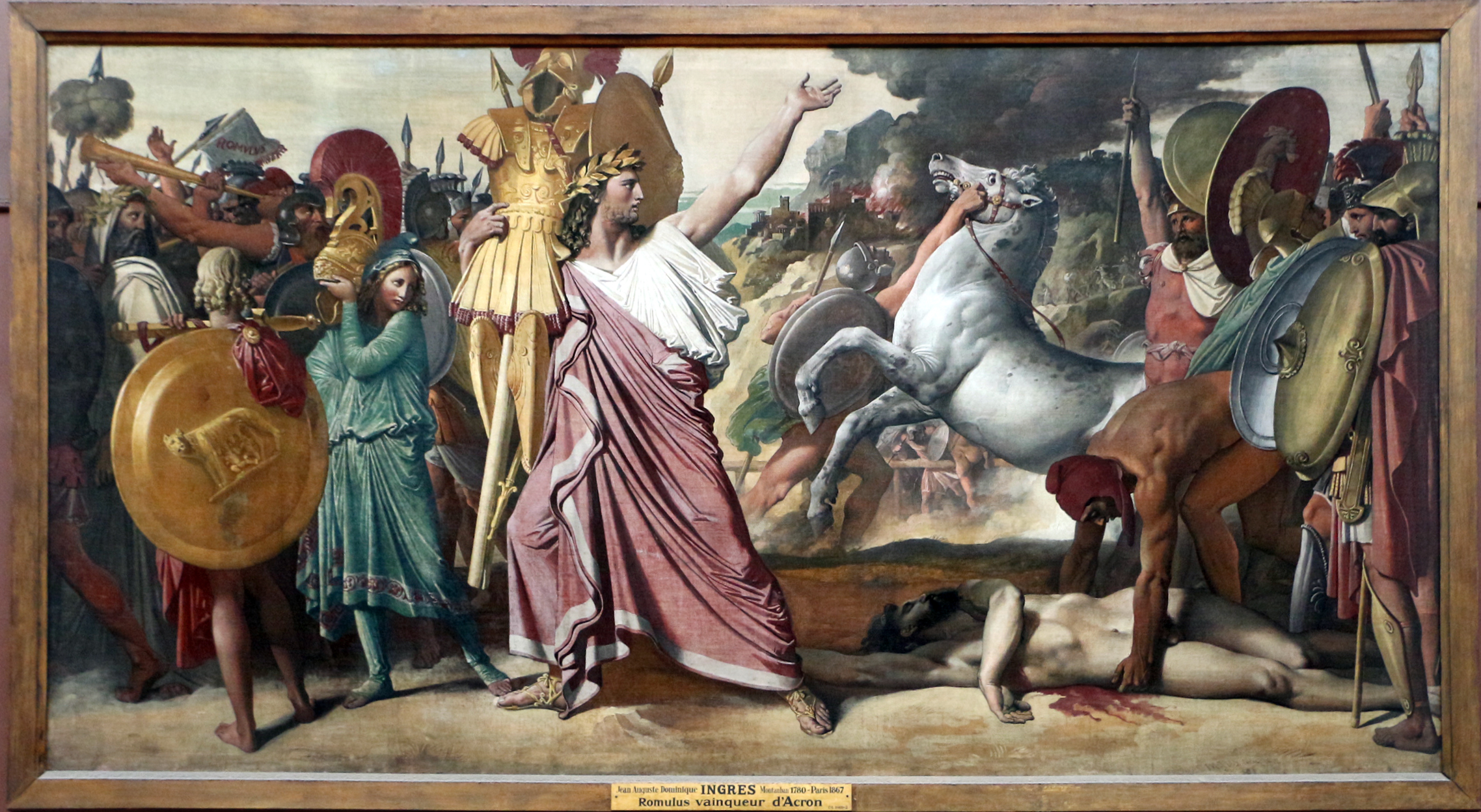
Rómulo lleva al templo de Júpiter las armas del vencido Acrón, de Jean-Auguste-Dominique Ingres (1812), Escuela de Bellas Artes (París)